# Santa Eugènia de Berga
Santa Eugènia de Berga (spanisch Santa Eugenia de Berga) ist eine katalanische Gemeinde (Municipio) mit 2.308 Einwohnern (Stand: 2024) in der Provinz Barcelona im Nordosten Spaniens. Sie liegt in der Comarca Osona. 

## Geographie
Santa Eugènia de Berga liegt etwa 70 Kilometer nordnordöstlich von Barcelona in einer Höhe von ca. 540 m. 

## Demografie
| 1900 | 1930 | 1950 | 1970 | 1981 | 1991 | 2001 | 2011 | 2021 |
| ---- | ---- | ---- | ---- | ---- | ---- | ---- | ---- | ---- |
| 453  | 549  | 595  | 659  | 1119 | 1590 | 1979 | 2294 | 2259 |

## Sehenswürdigkeiten

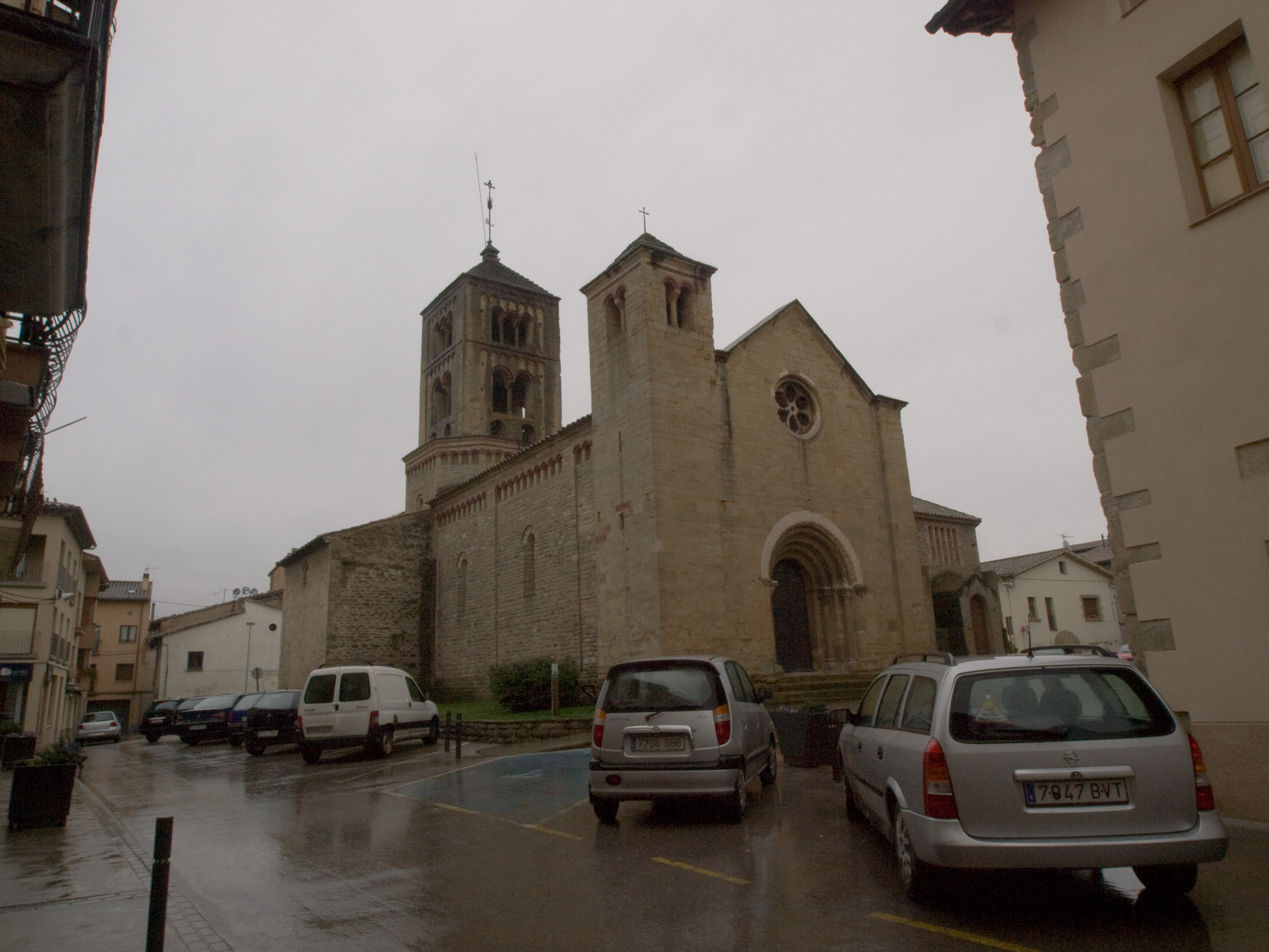
Eugenienkirche
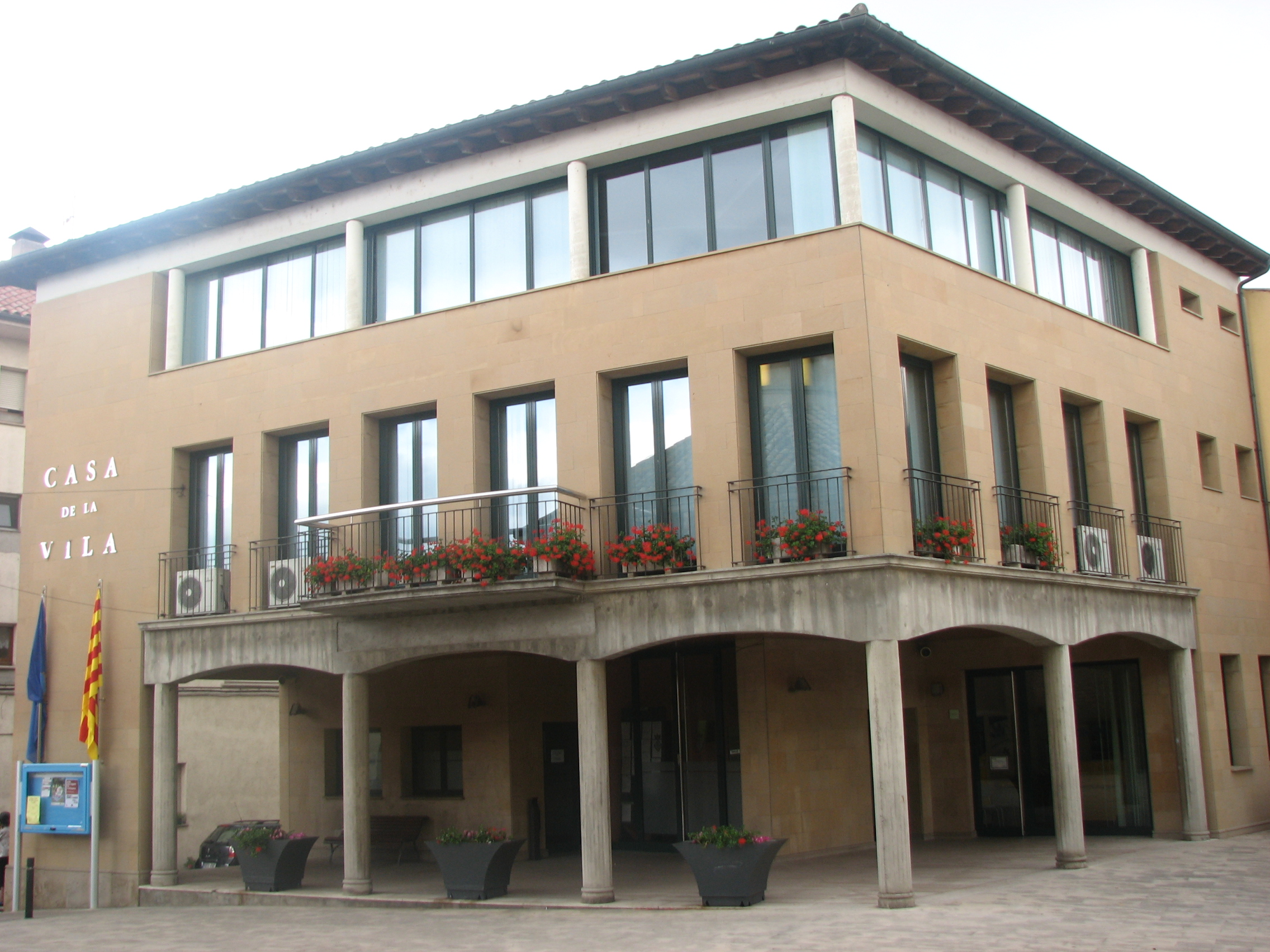
Rathaus

- Eugenienkirche
- Rathaus

## Persönlichkeiten
- Ramón Masnou Boixeda (1907–2004), römisch-katholischer Geistlicher, Bischof von Vic 1955–1983